# Liberty (Texas)
Liberty is een plaats (city) in de Amerikaanse staat Texas, en valt bestuurlijk gezien onder Liberty County.

## Demografie
Bij de volkstelling in 2000 werd het aantal inwoners vastgesteld op 8033.
In 2006 is het aantal inwoners door het United States Census Bureau geschat op 8443, een stijging van 410 (5.1%).

## Geografie
Volgens het United States Census Bureau beslaat de plaats een oppervlakte van
91,7 km², waarvan 90,8 km² land en 0,9 km² water. Liberty ligt op ongeveer 11 m boven zeeniveau.

## Plaatsen in de nabije omgeving
De onderstaande figuur toont nabijgelegen plaatsen in een straal van 12 km rond Liberty.